# ديفيد والاس (لاعب كرة قاعدة)
ديفيد والاس (بالإنجليزية: David Wallace)‏ هو لاعب كرة قاعدة أمريكي، ولد في 17 أكتوبر 1979.

## وصلات خارجية
- ديفيد والاس على موقع دوري كرة القاعدة الرئيسي (الإنجليزية)
- ديفيد والاس على موقعبيزبول رفرنس.كوم (الدوري الثانوي) (الإنجليزية)